# معتز المهدي
معتز المهدي (من مواليد 9 أغسطس 1990) ، هو لاعب كرة قدم ليبي يلعب لفريق الأهلي طرابلس والمنتخب الليبي بصفته مهاجم.

## مسيرته مع الأندية
المهدي سجل 7 أهداف للنصر بنغازي في نسخة دوري أبطال أفريقيا 2018–19 وأنهى كأفضل هداف في المسابقة على الرغم من فشل فريقه في الوصول إلى مرحلة المجموعات.

## المسيرة الدولية

### الأهداف الدولية
قائمة النتائج وحصيلة أهداف ليبيا أولا.
| العدد | التاريخ         | المكان                        | الخصم                       | الأهداف | النتيجة | المسابقة                        |
| ----- | --------------- | ----------------------------- | --------------------------- | ------- | ------- | ------------------------------- |
| 1.    | 21 January 2021 | ملعب جابوما، دوالا، الكاميرون | جمهورية الكونغو الديمقراطية | 1–0     | 1–1     | بطولة أمم إفريقيا للمحليين 2020 |

## روابط خارجية
- معتز المهدي على فرق كرة القدم الوطنية.كوم